# Pony (dier)

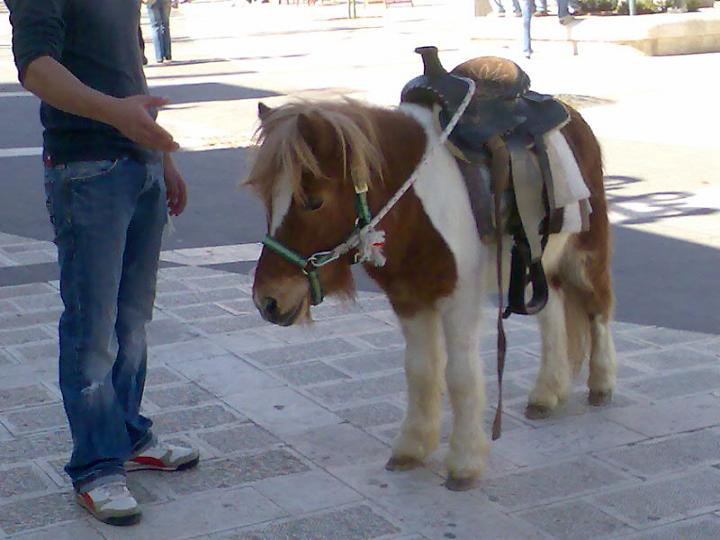
Een shetlandpony.

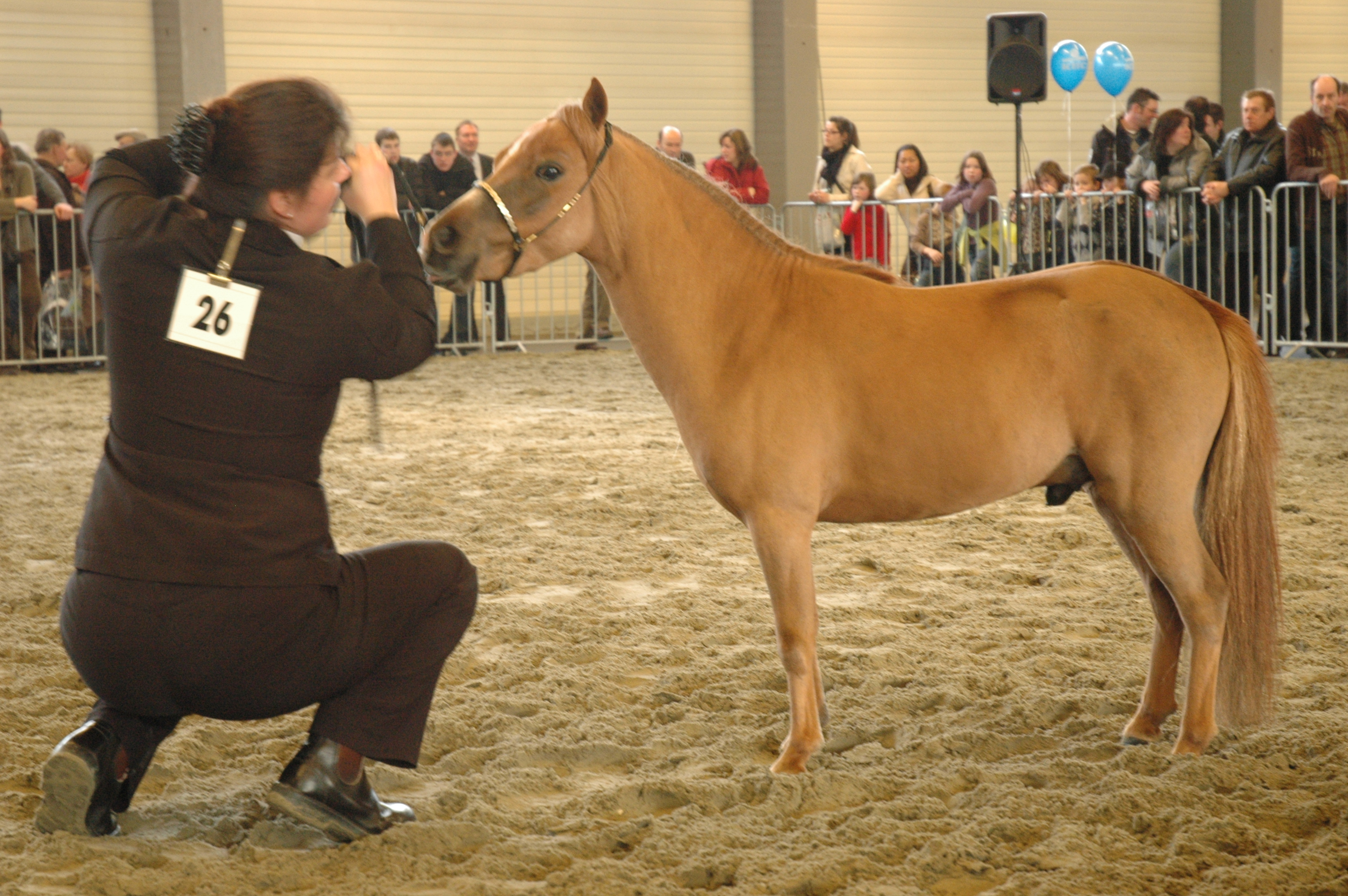
Een 'miniatuurpaard'.

Een pony is een klein paard met een schofthoogte van minder dan 1,48 meter (of in Nederland zelfs tot 1,57 meter, dit is dan een E-pony ofwel 'een damespaard'). Het woord 'pony' komt uit de Engelse taal.

## Kenmerken
Deze kleine paarden hebben hun geringe omvang niet te danken aan selectief fokken door de mens, maar staan nog dicht bij de oerpaarden die lang niet zo groot waren als de huidige paardenrassen. De geringe hoogte kan vaak ook verklaard worden als aanpassing aan het karige en schrale voedsel in de heide- en veengebieden en rotsachtige eilanden waar de pony's generaties lang in afzondering leefden. Pony's onderscheiden zich verder van paarden door hun naar verhouding robuustere lichaamsbouw en korte ledematen. Ze zijn vaak zeer goed bestand tegen kou en kunnen in de winter met weinig voedsel overleven.

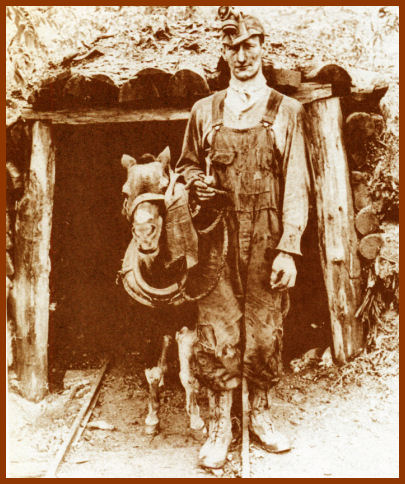
Een shetlandpony in de mijnbouw.

Pony's werden vanwege hun kracht en uithoudingsvermogen net als paarden veel gebruikt als werkdier. Hun geringe schofthoogte was bijvoorbeeld een voordeel in de ondergrondse mijnbouw. Door hun geringe omvang zijn pony's ook voor kinderen gemakkelijk hanteerbaar als rijdier. Van de stugge lange haren van sommige rassen worden touwen en netten gemaakt.
Het temperament van een pony hangt samen met het soort ras. Koudbloedrassen zijn rustiger en gelijkmatiger van stemming dan warmbloedrassen. Daarin verschillen pony's niet van paarden. Pony's worden door hun eigenaars wel beschreven als bijzonder alert, sober, taai en soms een tikje eigenwijs. Het kleinste ponyras is de shetlander. Pony's kunnen in alle takken van de paardensport gebruikt worden.
Dat het verschil tussen paard en pony niet zo scherp te stellen is, blijkt uit de falabella. Dit miniatuurpaard is weliswaar kleiner dan de shetlander maar wordt op grond van de lichaamsbouw toch tot de paardenrassen gerekend. De haflinger en de fjord worden ondanks de stokmaat, die vaak beneden 1,48 m ligt, toch meestal gezien als 'een klein paard'.

## Afbeeldingen

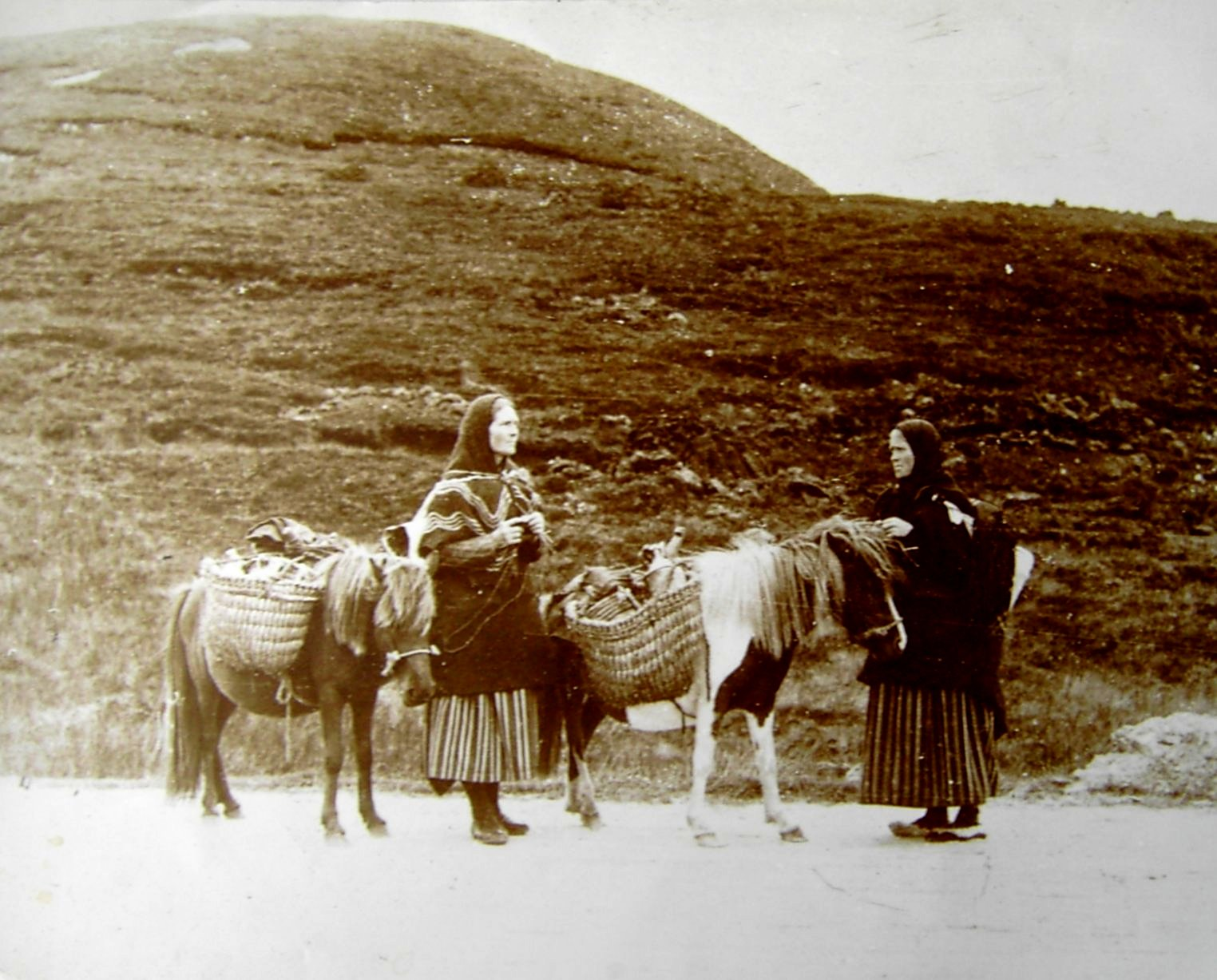
Shetlanders rond 1900.
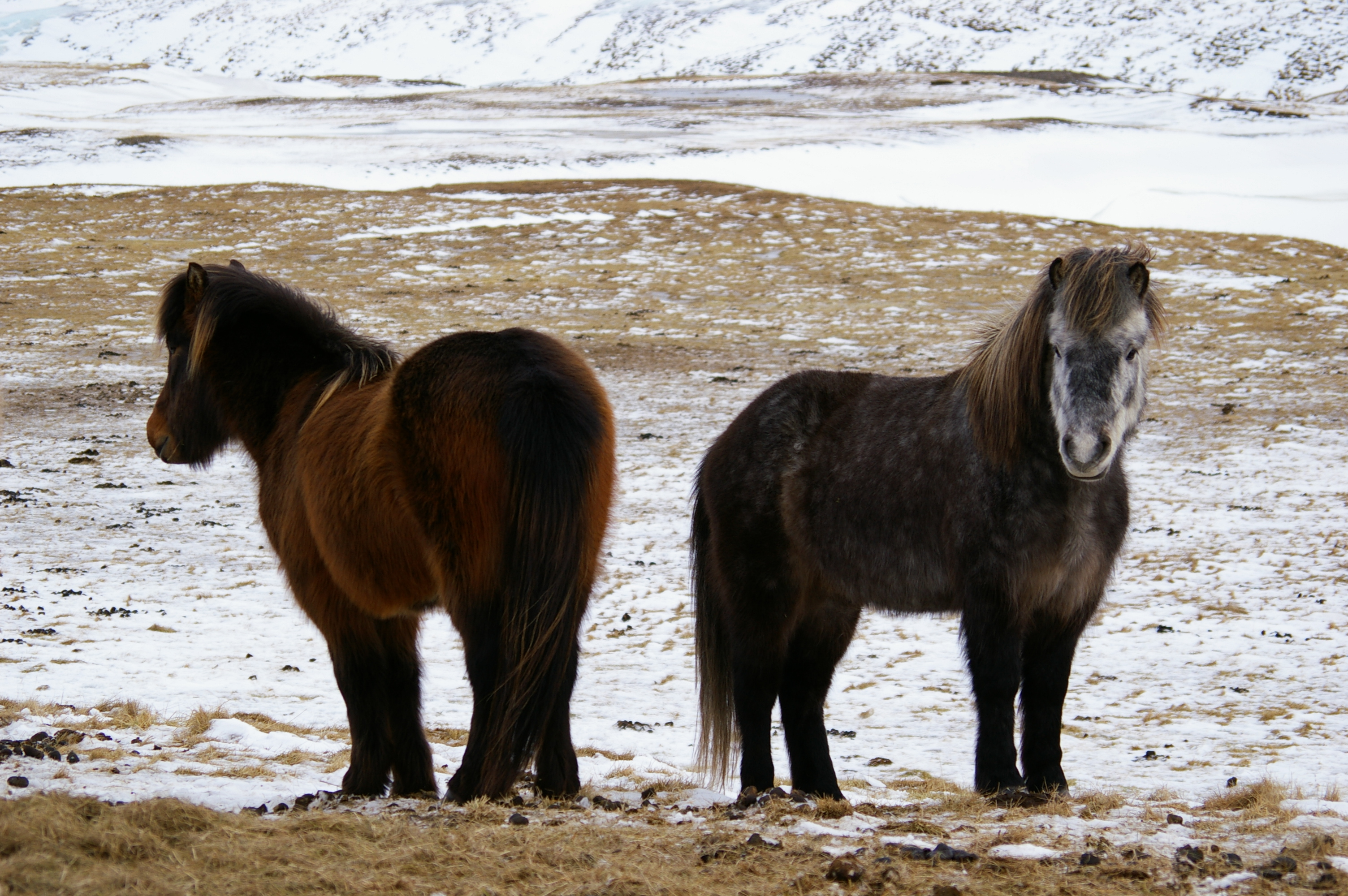
IJslanders.
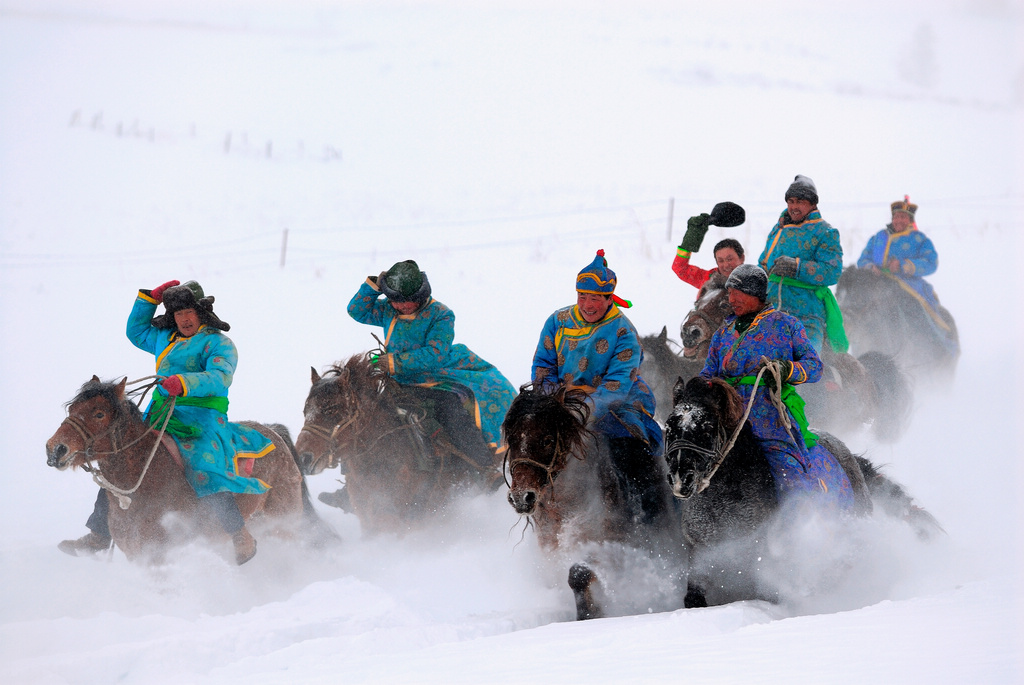
Toevaanse ruiters in de sneeuw.

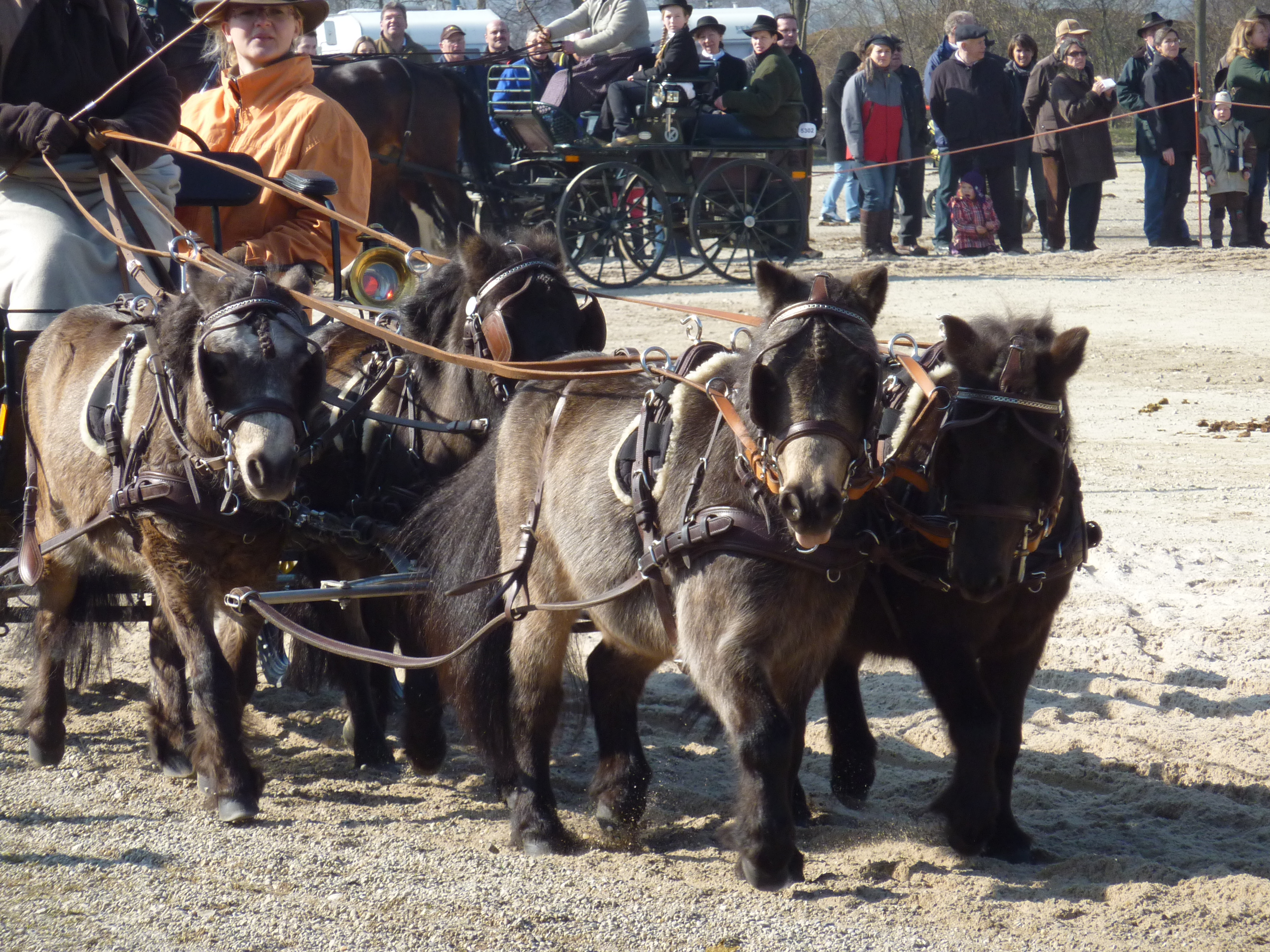
Vierspan shetlanders.
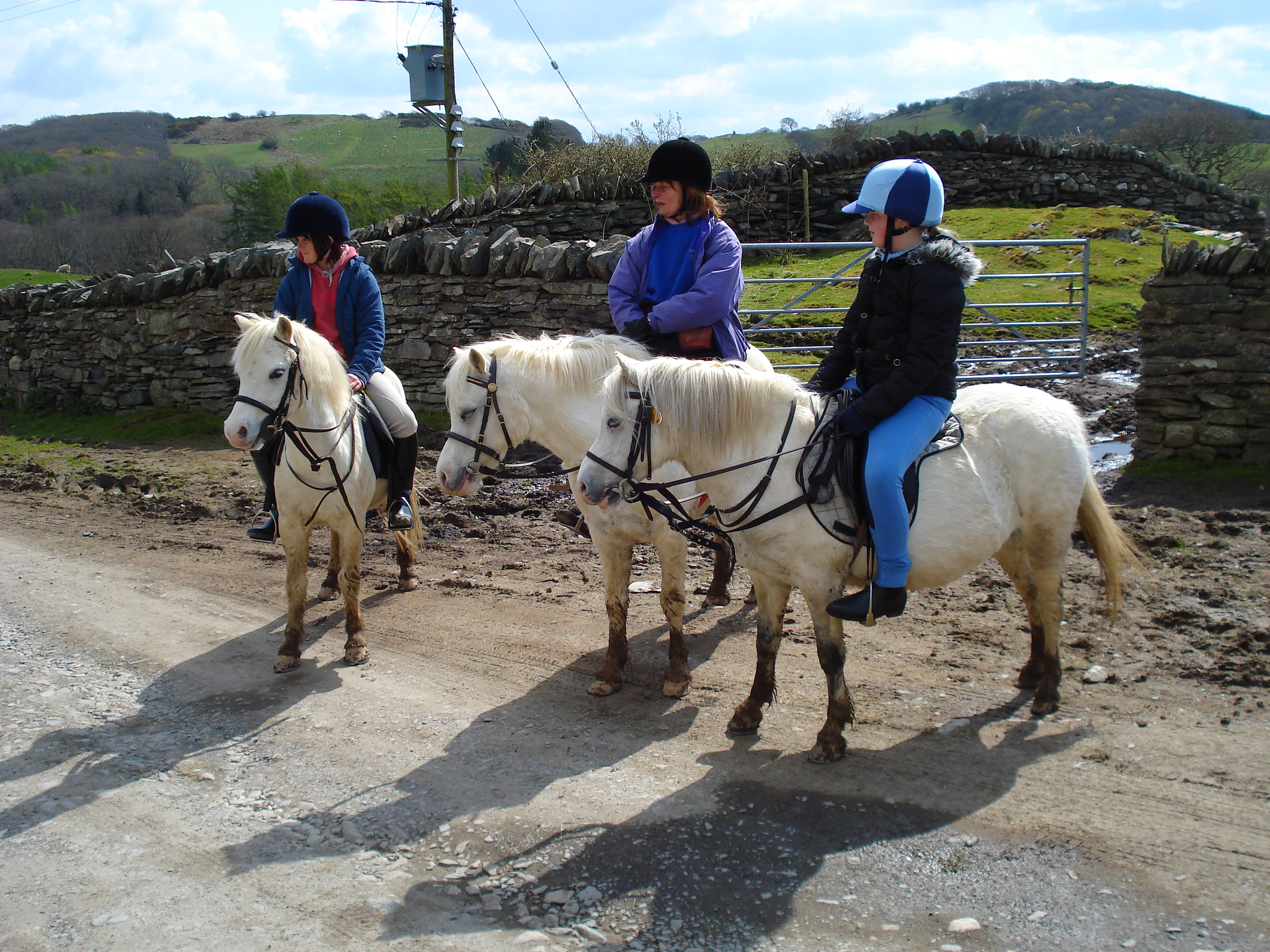
Welshpony's, bereden.
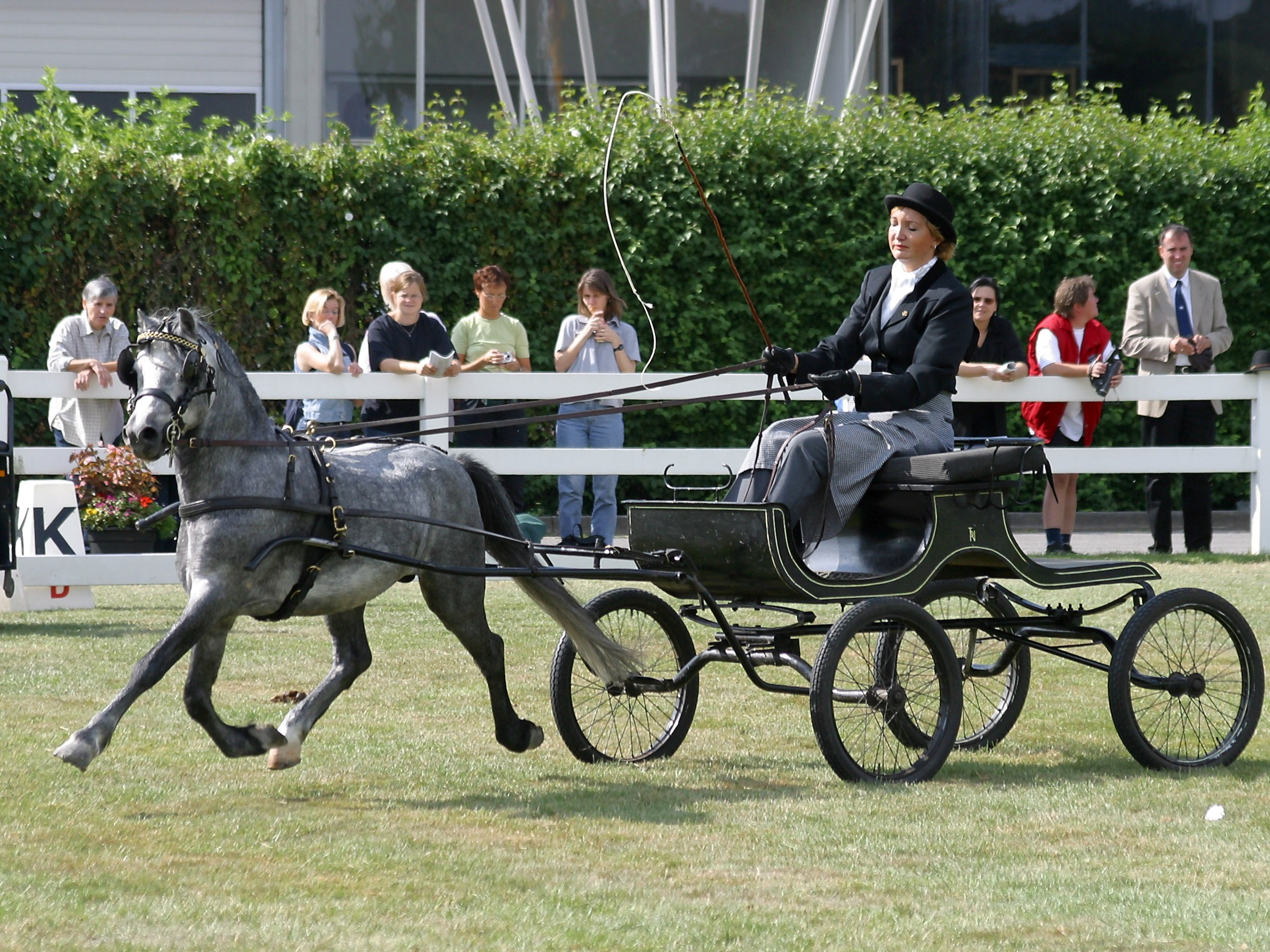
Welshpony in het tuig.
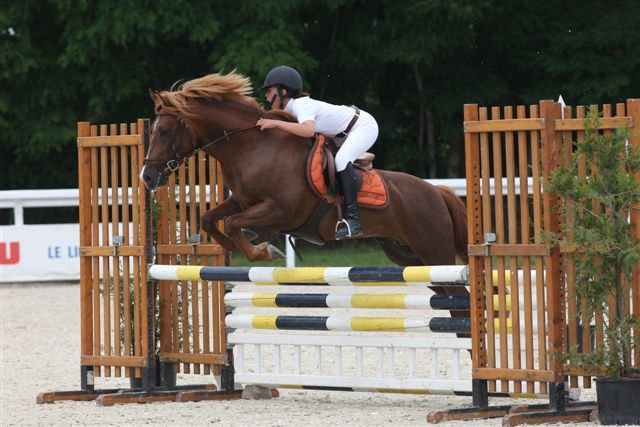
Newforestpony, springend.

## Rassen
Hieronder een lijst van pony- en paardenrassen met een stokmaat tot ongeveer 1,48 m:
- Aegidienberger
- Albanees paard
- American miniature horse
- American walking pony
- Amerikaanse shetlander
- Ariégeois
- Australische pony
- Avelignese
- Bardigiano
- Batak
- Brumby
- Camargue
- Chincoteague
- Connemarapony
- Dalespony
- Dartmoorpony
- Dülmener
- Eriskay pony
- Exmoorpony
- Fell Pony
- Fjord
- Garrano
- Giara-paard
- Gotlandpony
- Hackneypony
- Haflinger
- Haflo-Arabier ·
- Highland pony
- Huzule
- IJslander
- Jakoet
- Javapony
- Konik
- Lewitzer
- Mérens
- Mongools paard
- Newforestpony
- Salerno
- Shetlandpony
- Skyros-pony
- Sorraia
- Tarpan
- Tibetaanse pony
- Timorpony
- Welsh pony